# L'Antiquaire
Cet article concerne un roman. Pour le métier, voir Antiquaire.
Ne doit pas être confondu avec L'Antiquaire (film, 2015).
L’Antiquaire (en anglais, The Antiquary) est le troisième roman de l'auteur écossais Walter Scott — et son préféré. Il paraît en 1816, sous la signature « l'auteur de Waverley ». Il n'appartient pas, comme Waverley, au genre historique : c'est un roman de mœurs tirant parfois sur le roman gothique, parfois sur la comédie. C'est celui de ses livres que Scott préfère.
L'action se passe en 1794, sur la côte nord-est de l'Écosse. Un jeune Anglais de naissance « rien moins que régulière » s'éprend de la fille d'un noble écossais imbu de son ascendance. Une vieille femme des environs, voulant soulager sa conscience avant de mourir, révèle l'effroyable secret d'une autre famille noble. Le jeune homme découvre alors que celui qui l'a élevé n'est pas son père, mais son oncle.

## Contexte éditorial
Les deux premiers romans de Scott, Waverley (1814) et Guy Mannering (1815), connaissent un éclatant succès.
Scott écrit L'Antiquaire du 30 décembre 1815 à la mi-mars 1816. Le livre paraît sous la signature « l'auteur de Waverley », le 4 mai :
- à Édimbourg, chez Archibald Constable and Co ;
- à Londres, chez Longman, Hurst, Rees, Orme, and Brown[1].

En fin d'année, Scott publie son quatrième et son cinquième romans, Le Nain noir et Les Puritains d'Écosse, mais chez d'autres éditeurs et sous le pseudonyme de Jedediah Cleishbotham.

## Époque et lieu du récit
Dans l'introduction de la première édition, Scott dit avoir voulu présenter en une trilogie les mœurs de l'Écosse à trois époques récentes :
- Waverley, son premier roman, se passe en 1745 ;
- l'action principale de Guy Mannering, le deuxième, se passe en 1783 ;
- L'Antiquaire, le troisième, se passe en juillet-août 1794[1].

Fairport, « port de mer du nord-est de l'Écosse », est une ville imaginaire. Selon l'éditeur de la première traduction française, il s'agirait d'Arbroath, dans l'ancien comté d'Angus.

## Résumé

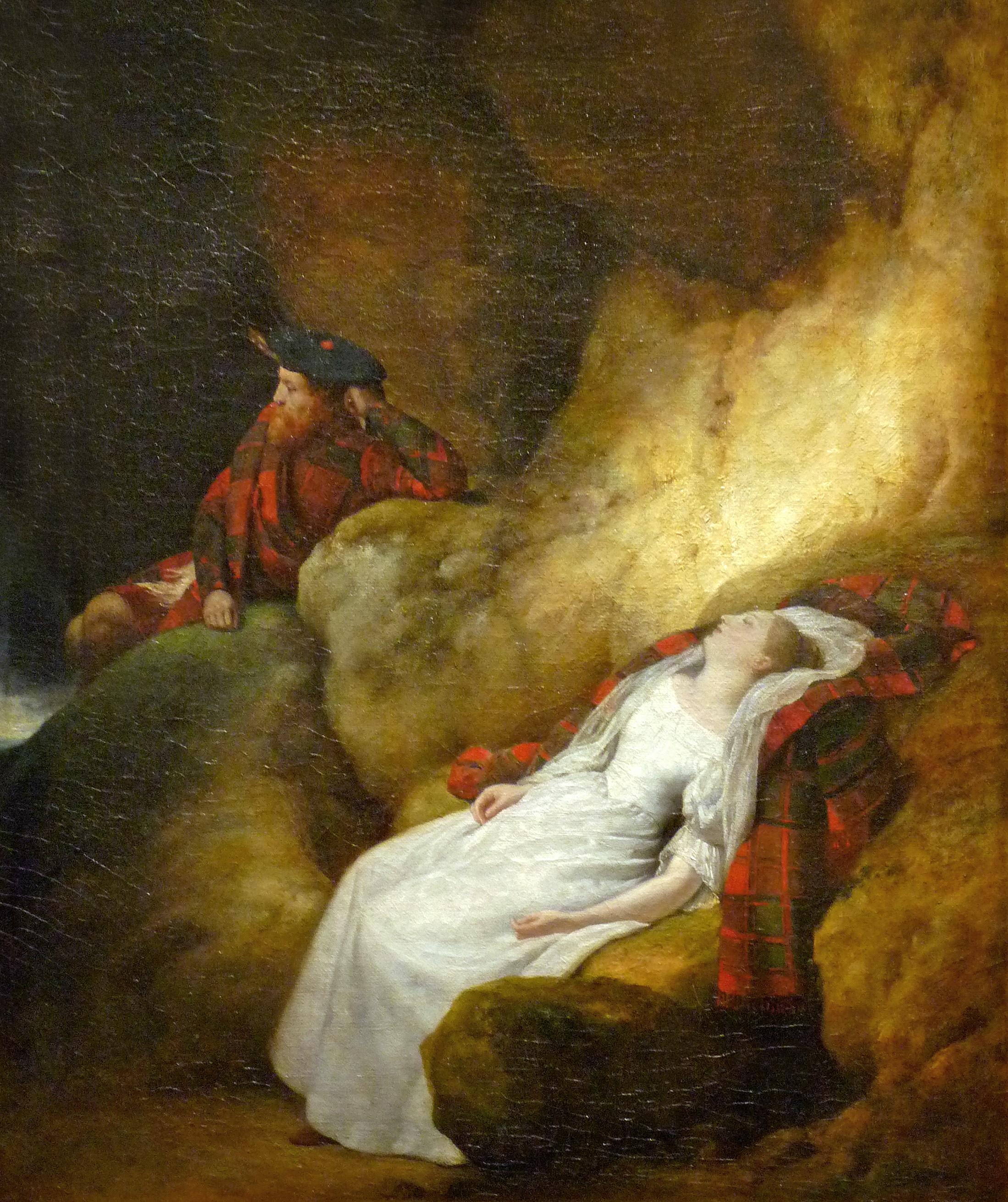
Charles Delaye, Miss Wardour et sir Arthur prisonniers des flots.

### Un jeune homme mystérieux
Voyageant en Écosse à la fin du XVIIIe siècle, le jeune Anglais Lovel fait la connaissance d’un vieil original, un « antiquaire » (c'est-à-dire un amateur d’antiquités), Jonathan Oldbuck. Tous deux se rendent à Fairport, ville portuaire du nord-est de l'Écosse, où Lovel va séjourner. Oldbuck vit non loin de là. Un soir, il invite son jeune et mystérieux ami à dîner, en même temps qu'un voisin, sir Arthur, et que la fille de celui-ci, Isabella. Or, Lovel a déjà rencontré Isabella. Il l'a connue lorsqu'elle résidait chez sa tante en Angleterre, dans le comté d'York. Elle avait éconduit le jeune homme, car il serait de naissance « rien moins que régulière », et sir Arthur est très imbu de sa propre ascendance.
Surpris par la plus forte marée de l'année au pied d’un à-pic rocheux, Isabella et sir Arthur sont sauvés par la courageuse intervention de Lovel et du vieux mendiant Edie Ochiltree, et par la présence d'esprit de marins-pêcheurs, Saunders Mucklebackit et son fils Steenie.
Un pénible incident oppose Lovel au querelleur Hector, neveu de l’antiquaire. Ce grossier personnage met en doute l’appartenance de Lovel au régiment dans lequel celui-ci prétend servir. Dans le duel qui les oppose le lendemain, Lovel blesse Hector et s’enfuit sur un brick, le Search.

### Les manigances de Dousterswivel

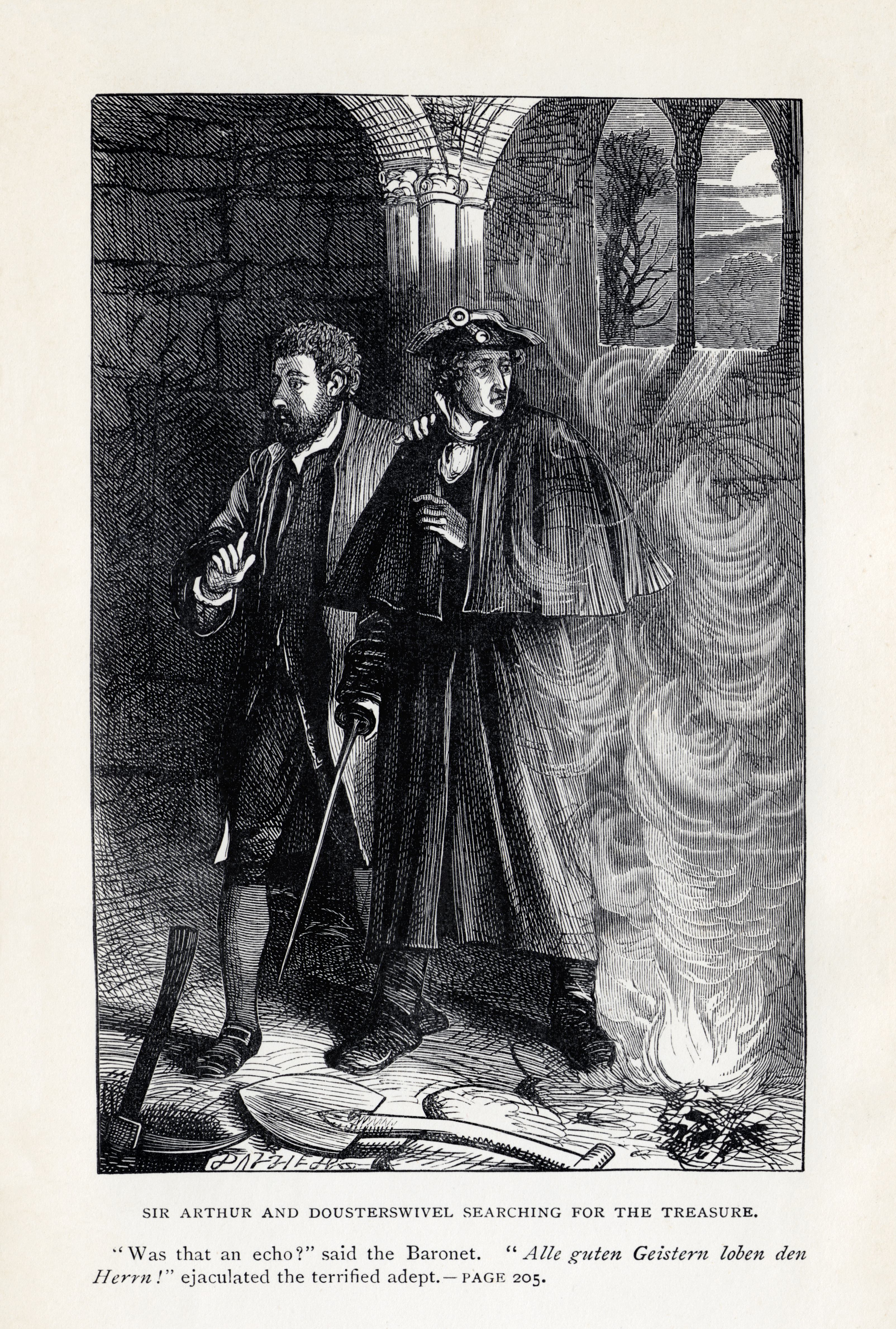
Cherchant un trésor dans les ruines du prieuré Sainte-Ruth, Dousterswivel et sir Arthur perçoivent des bruits inquiétants.

La situation financière du crédule sir Arthur est maintenant désastreuse, car il est subjugué par Dousterswivel, un aventurier allemand versé dans l'occulte, qui lui fait miroiter des gisements de cuivre — et même un trésor enfoui dans les ruines du prieuré Sainte-Ruth. Dousterswivel appâte le nigaud par quelques pièces trouvées à minuit, à grand renfort de fumigations et d'assiette gravée de l'heure planétaire.
Pour montrer qu’il n’est nul besoin de mise en scène nocturne ni de magie pour découvrir des pièces cachées par un escroc, Oldbuck fait creuser dans les ruines en plein jour. On déterre un coffre plein de lingots d’argent — mais dont Dousterswivel ignorait l'existence. Cette petite fortune va permettre à sir Arthur de calmer un peu ses créanciers (mais un peu seulement).
Le mendiant Edie Ochiltree, pour donner une leçon à Dousterswivel, lui laisse entendre que les ruines recèlent également un coffre plein d’or. Tous deux viennent creuser en pleine nuit. Dousterswivel, qui commence à comprendre qu’Edie s’est moqué de lui, est soudain assailli et assommé par une grande figure noire, dans laquelle il n'a pas le temps de reconnaître le jeune pêcheur Steenie Mucklebackit, complice d'Edie. Quand le charlatan revient à lui, il est le témoin d’un office funèbre nocturne dans la crypte de la chapelle. Joscelind, la vieille comtesse de Glenallan, vient de mourir. On l'enterre à la lueur des torches, comme il est de tradition dans sa famille.
De leur côté, Edie et  Steenie gagnent la cabane des Mucklebackit. Elspeth, la grand-mère de Steenie, veut décharger sa conscience avant de mourir. Elle prie Edie d'aller demander au fils de la défunte comtesse de venir la voir. Edie se rend donc au château de William, le nouveau comte de Glenallan. Celui-ci vit solitaire, déchiré par un souvenir horrible concernant Eveline Neville, qu'il aimait et qui est morte 23 ans plus tôt.

### Les secrets de la famille Glenallan
Le jour même des obsèques de Steenie, qui vient de périr en mer, William rend visite à Elspeth. Elle fut la favorite de la comtesse Joscelind. Elle révèle au comte un monstrueux secret de famille…
Craignant que son fils aîné William n'épouse Eveline et n'ait un héritier, la comtesse Joscelind ordonne à Elspeth de tuer Eveline. Pour éviter d'en venir là, Elspeth propose de faire croire qu'Eveline est une demi-sœur de William, issue du premier mariage du père de celui-ci. Faux témoins, fausses pièces à conviction et serments sur les pages de l'Évangile sont si convaincants que les deux amoureux croient avoir commis l'irréparable. Car ils sont mariés en secret, et la jeune femme est enceinte (ce qu'Elspeth et la comtesse ignorent). Eveline devient folle et se jette à la mer. Elspeth réussit à la ramener au rivage, et c'est dans sa cabane que la désespérée donne naissance à un garçon, avant de mourir. La comtesse demande à Elspeth de tuer l'enfant. Mais celui-ci vient d'être enlevé par Teresa, la femme de chambre. Teresa et l'enfant ne sont jamais retrouvés.
Le comte de Glenallan est bouleversé par ces révélations. Eveline n'était donc pas sa sœur. Il n'a commis nul crime en l'épousant. Il a eu un fils légitime, et ce fils est peut-être vivant.
Oldbuck lui apprend qu'il avait enquêté à l'époque sur cette sinistre affaire : il avait découvert que Teresa avait fui en compagnie d'Edward Geraldin Neville, le jeune frère de William, et que leur voiture s'était dirigée vers la frontière anglaise. Edward vient de mourir. Oldbuck charge un ami anglais de découvrir si le fils d'Eveline et du comte vit toujours.

### Rumeur de débarquement imminent
Cependant, les affaires de sir Arthur vont au plus mal. L’huissier Sweepclean et ses recors investissent le château et — malgré la terreur que leur inspire le bouillant Hector — entreprennent de faire leur « vil métier » : ils doivent arrêter sir Arthur, et saisir tous ses biens. Surgit alors Edie Ochiltree, porteur d'une somme d'argent adressée par le fils de sir Arthur, et d'un arrêt de défense suspendant toutes mesures de rigueur à l'encontre du débiteur. Edie apprend à l'antiquaire que c'est lui-même qui avait enterré le coffre de lingots d'argent, sur ordre de Lovel, avant que celui-ci n'embarque sur le Search. Lovel voulait aider sir Arthur à son insu.
Une rumeur d'un imminent débarquement français se fait insistante. Par suite d'une fausse alerte, tout Fairport se met en armes. On voit arriver le comte de Glenallan, suivi de ses volontaires. On n'attend plus que le brave major Neville, qu'on connaît seulement de réputation et qui vient d'être chargé de prendre le commandement de toutes les forces militaires du district. La surprise est générale quand Neville arrive. Il a les traits du pacifique Lovel.
Pour lord Glenallan, il s'agit d'une tout autre surprise : le major Neville ressemble de façon frappante à la malheureuse Eveline. Il est en effet le fils d'Eveline et de Glenallan. Le frère du comte a élevé l'enfant en Angleterre, en faisant croire qu'il était son fils naturel. Lovel, alias le major Neville, est en réalité l'honorable lord Geraldin. Il retrouve son véritable père et, un mois plus tard, épouse Isabella.
|                 |                 |                 |                 |                 |                 |                                                                   |  |  |  | Joscelind, comtesse de Glenallan | Joscelind, comtesse de Glenallan | Joscelind, comtesse de Glenallan               | Joscelind, comtesse de Glenallan               | Joscelind, comtesse de Glenallan               | Joscelind, comtesse de Glenallan               |                                                |                                                |  |  |                         |                         | Neville, gentilhomme anglais | Neville, gentilhomme anglais | Neville, gentilhomme anglais | Neville, gentilhomme anglais | Neville, gentilhomme anglais | Neville, gentilhomme anglais |
|                 |                 |                 |                 |                 |                 |                                                                   |  |  |  | Joscelind, comtesse de Glenallan | Joscelind, comtesse de Glenallan | Joscelind, comtesse de Glenallan               | Joscelind, comtesse de Glenallan               | Joscelind, comtesse de Glenallan               | Joscelind, comtesse de Glenallan               |                                                |                                                |  |  |                         |                         | Neville, gentilhomme anglais | Neville, gentilhomme anglais | Neville, gentilhomme anglais | Neville, gentilhomme anglais | Neville, gentilhomme anglais | Neville, gentilhomme anglais |
|                 |                 |                 |                 |                 |                 |                                                                   |  |  |  |                                  |                                  |                                                |                                                |                                                |                                                |                                                |                                                |  |  |                         |                         |                              |                              |                              |                              |                              |                              |
|                 |                 |                 |                 |                 |                 |                                                                   |  |  |  |                                  |                                  |                                                |                                                |                                                |                                                |                                                |                                                |  |  |                         |                         |                              |                              |                              |                              |                              |                              |
| Eveline Neville | Eveline Neville | Eveline Neville | Eveline Neville | Eveline Neville | Eveline Neville |                                                                   |  |  |  |                                  |                                  | William lord Geraldin, puis comte de Glenallan | William lord Geraldin, puis comte de Glenallan | William lord Geraldin, puis comte de Glenallan | William lord Geraldin, puis comte de Glenallan | William lord Geraldin, puis comte de Glenallan | William lord Geraldin, puis comte de Glenallan |  |  | Edward Geraldin Neville | Edward Geraldin Neville | Edward Geraldin Neville      | Edward Geraldin Neville      | Edward Geraldin Neville      | Edward Geraldin Neville      |                              |                              |
| Eveline Neville | Eveline Neville | Eveline Neville | Eveline Neville | Eveline Neville | Eveline Neville |                                                                   |  |  |  |                                  |                                  | William lord Geraldin, puis comte de Glenallan | William lord Geraldin, puis comte de Glenallan | William lord Geraldin, puis comte de Glenallan | William lord Geraldin, puis comte de Glenallan | William lord Geraldin, puis comte de Glenallan | William lord Geraldin, puis comte de Glenallan |  |  | Edward Geraldin Neville | Edward Geraldin Neville | Edward Geraldin Neville      | Edward Geraldin Neville      | Edward Geraldin Neville      | Edward Geraldin Neville      |                              |                              |
|                 |                 |                 |                 |                 |                 |                                                                   |  |  |  |                                  |                                  |                                                |                                                |                                                |                                                |                                                |                                                |  |  |                         |                         |                              |                              |                              |                              |                              |                              |
|                 |                 |                 |                 |                 |                 | William Lovel, ou major Neville, en réalité William lord Geraldin |  |  |  |                                  |                                  |                                                |                                                |                                                |                                                |                                                |                                                |  |  |                         |                         |                              |                              |                              |                              |                              |                              |

## Personnages
- William Lovel, jeune homme mystérieux. Un caractère doux et tranquille. On ne sait rien de lui, sinon que son père serait un gentilhomme du nord de l'Angleterre.
- Mistress MacLeuchar, mercière à Édimbourg, propriétaire d'une diligence assurant, vaille que vaille, la liaison Édimbourg-Queensferry.
- Jonathan Oldenbuck (contracté en Oldbuck), laird de Monkbarns. Juge de paix. Vieux garçon, amateur d’antiquités. Plein de sagesse et d'intelligence. Esprit ferme et indépendant. Sa famille descend d'un des inventeurs de l'imprimerie, un Allemand qui a fui les persécutions dirigées dans son pays contre les novateurs, et qui a acheté le domaine de Monkbarns à un laird dissipateur. Jonathan est d'abord clerc de procureur, et il acquiert de grandes connaissances dans les formes des investitures féodales, et dans l'origine et le système des lois de son pays. Mais il se refuse absolument à utiliser ses connaissances dans un but lucratif. En revanche, s'il se soucie bien peu de gagner de l'argent, il est attentif à n'en pas trop dépenser. Ayant hérité du domaine familial, il peut se livrer tout entier à sa passion des vieux papiers et des vieux objets. Moins crédule que son ami sir Arthur, il se laisse berner à l’occasion. Gâté comme un enfant par sa sœur et sa nièce, ce qui le rend facilement irritable. Misogyne affiché, il a en réalité beaucoup d'estime pour la gent féminine. Il garde de sa jeunesse une blessure secrète : épris de la moqueuse Eveline Neville, il s'était trouvé sans le savoir en rivalité avec le joyeux William lord Geraldin, le fils aîné de la comtesse de Glenallan, qui eut tôt fait de tourner en ridicule l'amoureux grave, embarrassé, maladroit et finalement éconduit.
- Griselda (Grizzy) Oldenbuck, sœur de Jonathan. « Jouit encore des douceurs du célibat. » Très discrète.
- Feu Mary, l'autre sœur d'Oldbuck, bien plus jeune, épousa un officier highlander de très ancienne famille, qui disparut aux Indes orientales. Elle-même mourut peu après, léguant deux orphelins aux soins de son frère.
  - Capitaine Hector MacIntyre. « Une généalogie highlander aussi longue que sa claymore, et une claymore aussi longue que la grande rue de Fairport[7]. » Quand il vient chez son oncle, chaises et tables tremblent d'effroi à sa vue[7]. Arrogant, impétueux, querelleur. Sa sœur le retient « comme le maître d’un chien hargneux le tient en laisse pour empêcher qu’il attaque personne[8] ».
  - Maria MacIntyre, jeune, jolie et bien mise. Une taille svelte et élancée. Un air d'espièglerie qui lui va très bien, discret héritage de l'humeur caustique de la famille Oldbuck.
- Edie Ochiltree, vieux « manteau bleu », ou « mendiant du roi », classe privilégiée de mendiants de profession. Barbe et cheveux blancs, visage vermeil, haute stature, taille droite, démarche assurée. Ancien soldat, compagnie Carrick, 42e régiment, il a combattu à Fontenoy. Parle avec un air d'indépendance et de familiarité. Aime placer son mot en toute occasion. D’un caractère ardent, il est franc, loyal, tranquille, patient. Prudent et discret, il tient lieu de conseiller, de messager et de confident.
- Sir Arthur Wardour, chevalier baronnet issu d'une ancienne famille. Une fortune « considérable mais embarrassée ». Peu de bon sens. D’une insondable crédulité qui cause sa ruine. Pétri de préjugés nobiliaires. Peu brillant dans les circonstances dramatiques. Voisin et ami d'Oldbuck. Comme lui, amateur de vieilleries. N'étant pas du même niveau de candeur, les deux amis se fâchent parfois. Mais, ne pouvant se passer l'un de l'autre, ils ont tôt fait de se réconcilier.
- Jacob Caxon, barbier chargé des trois dernières perruques de la paroisse. Il fait office de coursier et de valet de chambre de l’antiquaire, qu'il tient informé des derniers potins de la ville.
- Isabella Wardour, fille de sir Arthur.
- Capitaine Reginald Gamelyn Wardour, fils de sir Arthur. Sert à l'étranger.
- Maggie Mucklebackit, vigoureuse marchande de poisson.
- Saunders Mucklebackit, vieux marin-pêcheur, époux de Maggie. Ancien contrebandier. Il a longtemps été le pêcheur de la famille Glenallan.
- Steenie Mucklebackit, fils de Saunders et de Maggie.
- Herman Dousterswivel, charlatan allemand, agent des mines de Glen Withershins. Grande taille, gros sourcils, l'air gauche et lourd. Une impudence sans égale. Parle de sciences avec plus de présomption que de connaissances réelles. Emploie un jargon obscur, à la manière d'un oracle. Sagace à sa manière : assez de connaissances pratiques pour s'exprimer savamment et avec bon sens en présence de personnes avisées ; mais, face à des interlocuteurs candides, le chevalier Rose-Croix grave des serpents à tête de dindon sur des assiettes d'argent, et ne parle plus que de sympathies et d'antipathies, de Cabbale, de baguette divinatoire et de main de gloire[9]. Le personnage est peut-être inspiré de l'aventurier Rudolf Erich Raspe, l'auteur des Aventures du Baron de Münchhausen, qui roula John Sinclair, dans une sombre affaire d'exploitation minière[1].
- Mistress Mailsetter, épouse du postier de Fairport. En lisant les adresses et parfois en jetant un coup d'œil à l'intérieur des enveloppes, elle se renseigne ou forme des conjectures sur les affaires des habitants de Fairport. En arrangeant et en combinant les fruits de son indiscrétion, elle peut répandre dans la ville des bruits qui, par cent canaux divers, vont bientôt connaître cent variantes « aussi étranges que contradictoires ».
- Mistress Heukbane, épouse du boucher, et mistress Shortcake, épouse du premier boulanger de Fairport, aident mistress Mailsetter à mal remplir ses fonctions.
- Lieutenant Richard Taffril, commandant du brick Search. Témoin de Lovel dans le duel.
- Elspeth Mucklebackit, mère de Saunders. Elle fut la favorite de la comtesse de Glenallan. Veuve, elle a perdu trois de ses quatre fils. Arrivée à peu près au dernier terme de la sénilité. Un air passif et presque stupide. Rongée par le remords, elle souhaite alléger sa conscience avant de mourir.
- William lord Geraldin, fils aîné de la comtesse de Glenallan et d'un gentilhomme anglais, tous deux catholiques et tous deux fortunés. Dans sa jeunesse, William donnait les plus belles espérances. Mais il est brisé par le souvenir intolérable d'une faute qu'il croit avoir commise. Aujourd'hui sombre, sérieux, mélancolique, il vit dans une retraite absolue. D'âge moyen, mais usé par les souffrances de l'esprit et du corps. Yeux enfoncés, joues pâles, jambes chancelantes. Maigre, débile, il paraît n'être plus qu'une ombre. On pense qu'il n'est pas tout à fait dans son bon sens, et qu'il mourra bientôt. Devient comte de Glenallan à la mort de sa mère.
- Sweepclean, huissier.
- Francis MacRaw, du comté d'Aberdeen, domestique du comte de Glenallan. Ancien compagnon d'armes d'Edie Ochiltree, à Fontenoy.
- Bailli Littlejohn. Les dîners de corps lui ont « considérablement profité ». Honnête citoyen, animé des meilleures intentions, mais gonflé de son importance, fier de son autorité. Plein de zèle, rigoureux, absolu dans l'exercice de ses fonctions.

## Analyse

### Sources d'inspiration
L'Antiquaire est le livre préféré de son auteur. On a cherché à en comprendre les raisons. C'est peut-être parce qu'il rappelle à Scott ses jeunes années.
Pour le personnage de l'antiquaire, Scott dit s'être inspiré d'un ami de son enfance, George Constable, un vieil érudit célibataire qui lui a fait découvrir Falstaff et Hotspur, dans Henri IV de Shakespeare, et qui lui a raconté la rébellion jacobite de 1745. Mais on voit surtout dans le personnage de l'antiquaire un autoportrait, et Scott revit sans doute les fièvres de sa jeunesse à travers les disputes sur la présence romaine en Écosse, sur l’Histoire du peuple écossais d'Hector Boece ou sur l'authenticité des poèmes d'Ossian publiés par James Macpherson.
Peut-être aussi, à travers la désillusion de jeunesse d'un Oldbuck épris d'Eveline Neville, l'auteur songe-t-il à son amour malheureux pour Williamina Belsches.

### Genre
Il ne s'agit pas ici d'un roman historique, comme Waverley : l'intrigue se situe dans un passé récent (22 ans avant la parution du livre), et n'est liée à aucun événement de portée nationale. Aucun personnage historique n'apparaît. Le livre est donc plus proche de Guy Mannering que de Waverley. Une simple toile de fond est fournie par les difficultés économiques du temps et par la menace d'un débarquement français (qui n'aura jamais lieu). Il s'agit d'un roman de mœurs. Le lecteur s'immisce dans le quotidien de tout le petit peuple d'une bourgade écossaise et de ses alentours : propriétaire terrien, mendiant, aristocrates, marins-pêcheurs, barbier, commères indiscrètes… Le livre tend parfois à la comédie (des scènes tournent en ridicule travers et manies des personnages), parfois au roman gothique (jeune homme mystérieux, aristocratie dégénérée, épouvantable secret de famille, amour sans espoir, trésor caché, chambre hantée, funérailles dans une crypte en ruine à la lueur des torches…)

### Accueil et postérité
L'Antiquaire se vend encore mieux que les deux premiers romans de l'auteur. L'accueil de la critique est aussi enthousiaste que pour Guy Mannering. Le personnage d'Edie Ochiltree est couvert de louanges. On est surpris qu'après deux romans Scott ait réussi à si bien se renouveler.
Soixante-quatre ans plus tard, Stevenson fait remarquer que Scott « ne parvient à s’élever au-dessus de lui-même » — s’affirmant alors comme un très grand artiste —, que lorsqu’il est « arraché à son indifférence » par quelque enjeu moral. Ainsi, la scène, « d’une grandeur shakespearienne », de la mort d’Elspeth Muckelbackit non seulement « domine de très haut tout le reste de l’admirable Antiquaire » mais aussi tout ce que Scott « a pu écrire par ailleurs ».
De nos jours, Henri Suhamy considère L'Antiquaire comme le plus humoristique et le plus débridé des romans de Scott. Bompiani et Laffont y voient l'un de ses romans les plus vivants. D'autres commentateurs ne manquent pas de reprocher au livre d'être l'exemple même de ces « paquets hétéroclites et négligemment ficelés »  à quoi ressembleraient les romans de Scott. L'intrigue mélodramatique, conventionnelle, ne servirait qu'à relier entre elles des peintures fortes : la tempête sur la baie, le duel, la mise en scène abracadabrante de Dousterwivel dans la recherche nocturne du trésor, l'enterrement aux torches de la comtesse, la souffrance et la dignité de la famille Mucklebackit aux funérailles de Steenie,.
Pour le critique américain Edgar Johnson, au contraire, on trouverait dans L'Antiquaire une grande unité, et notamment le thème qui sous-tend toute l'œuvre romanesque de Scott : la lutte désespérée du passé contre le présent. La souffrance, la mélancolie et le ridicule affligeraient ceux qui portent encore une perruque et collectionnent des antiquités, ceux qui vivent prisonniers du culte des morts, restent engoncés dans les préjugés dépassés ou se laissent détruire par le remords. La vie appartiendrait à ceux qui ont la force de s'arracher de l'emprise du passé (sans mépriser ce que la tradition a de fécond à leur apporter), à ceux qui acceptent « un présent sain et vrai ».

## Scott et Jane Austen
En 1816, l'année de la parution de L'Antiquaire, Scott écrit à propos d’Emma un article où il est le premier à mettre en évidence le génie de Jane Austen. On relève par ailleurs une ressemblance entre le sir Arthur de L'Antiquaire et le sir Walter de Persuasion, roman d'Austen écrit cette année-là et publié en décembre de l'année suivante.

## Traduction française
En 1816, paraissent outre-Manche les troisième, quatrième et cinquième romans de Scott : L'Antiquaire (par « l'auteur de Waverley »), puis Le Nain noir et Les Puritains d'Écosse (sous le pseudonyme Jedediah Cleishbotham). La même année, les Français découvrent Guy Mannering, deuxième roman de Scott et première traduction dans leur langue d'un roman de cet auteur.
En 1817, Defauconpret traduit pour l'éditeur Nicolle Le Nain noir et Les Puritains d'Écosse.
La même année, Sophie de Maraise traduit The Antiquary, qui paraît chez Renard en quatre volumes in-12 sous le titre L'Antiquaire, traduit de l'anglais de l'auteur des Puritains d'Écosse, par Madame de M***, auteur de Charles de Montfort, etc.. En France, dès 1817, il apparaît donc comme un secret de polichinelle que « l'auteur de Waverley » (qui a signé outre-Manche L'Antiquaire) et son rival Jedediah Cleishbotham (qui a signé Les Puritains d'Écosse) sont un seul et même auteur.
Waverley, le premier roman de Scott, n'est traduit en français qu'en 1818.